# Alexander Roda Roda
Alexander Roda Roda (Zdenci, Hrvatska, 1872. – New York, 1945.), pravim imenom Sandor Friedrich Ladislaus Rosenfeld, bio je hrvatsko-austrijski književnik židovskih korijena. Pisao je beletrističku prozu, drame i reportaže, prevodio Gjalskog i druge autore na njemački. Prve književne radove slao je u Osijek u Slawonische Presse pod pseudonimom Roda Roda, po kojem je ostao poznat. U Osijeku je otpočeo i školovanje i vojničku karijeru kao topnički kadet, poručnik i instruktor konjaništva. Osječko njemačko kazalište izvelo je njegov prvijenac Dana Petrovich (1903.). Osijek i Slavonija bili su česti motivi u njegovim djelima, kao u zbirci novela Carski komornici (1912.) i autobiografskom romanu Roda Rodas Roman (1925.). Putovao je i živio po čitavoj Europi. Godine 1938. emigrirao je u SAD gdje je 1945. i umro. Njegov književni opus u cijelosti je na njemačkom jeziku.

## Vanjske poveznice
- Biografija Rode Rode na stranici Essekeri.hr  Arhivirana inačica izvorne stranice od 17. ožujka 2010. (Wayback Machine)